# Marrucinski jezik
Marrucinski jezik (ISO 639: umc), drevni oskički jezik šire oskičko-umbrijske skupine, koji se govorio središnjem talijanskom dijelu jadranske obale.
Ostao je očuvan samo jedan tekst (Aes Rapinum) na brončanoj ploči (vjerojatno iz 3. stoljeća prije Krista), koji je ostao zagubljen tijekom Drugog svjetskog rata.

## Vanjske poveznice
- The Marrucinian Language